# Marie-Humbert Vicaire
Marie-Humbert Vicaire, né Paul Louis Marie Vicaire le 15 décembre 1906 à Brest et mort le 2 octobre 1993 à Fribourg,
qui prend le nom en religion de Marie-Humbert à son entrée dans l'ordre dominicain en 1928, est un historien de saint Dominique de l'ordre des prêcheurs et de la vie religieuse dans le Midi médiéval, en particulier de l'hérésie.

## Biographie
Elève au lycée Stanislas de Paris, il y est marqué par l'enseignement religieux de l'aumônier de l'établissement, l'abbé Roger Beaussart (futur évêque), et il y fréquente notamment les frères Louis et Henri Dubarle, et Jean Riondet (décédé prématurément en 1929), dont il avouera qu'il lui doit "en grande partie la forme de vie religieuse que je mène" (lettre à Jeanne Riondet, 3 mai 1930).
Élève du père Pierre Mandonnet, il lui succède dans les fonctions de professeur d'histoire de l'Église à la Faculté de théologie de l'Université de Fribourg.
En 1965, avec le chanoine Étienne Delaruelle, il crée les colloques de Fanjeaux, dont les actes sont publiés depuis 1966 dans la série des Cahiers de Fanjeaux.

## Publications
- Histoire de saint Dominique, Paris, Le Cerf, 1957, rééd. 1982, 2 vols.
- Dominique et ses prêcheurs, Paris, Le Cerf, 1977, Prix Toutain de l'Académie française en 1978

## Pour approfondir